# バーミヤーン

バーミヤーン地域

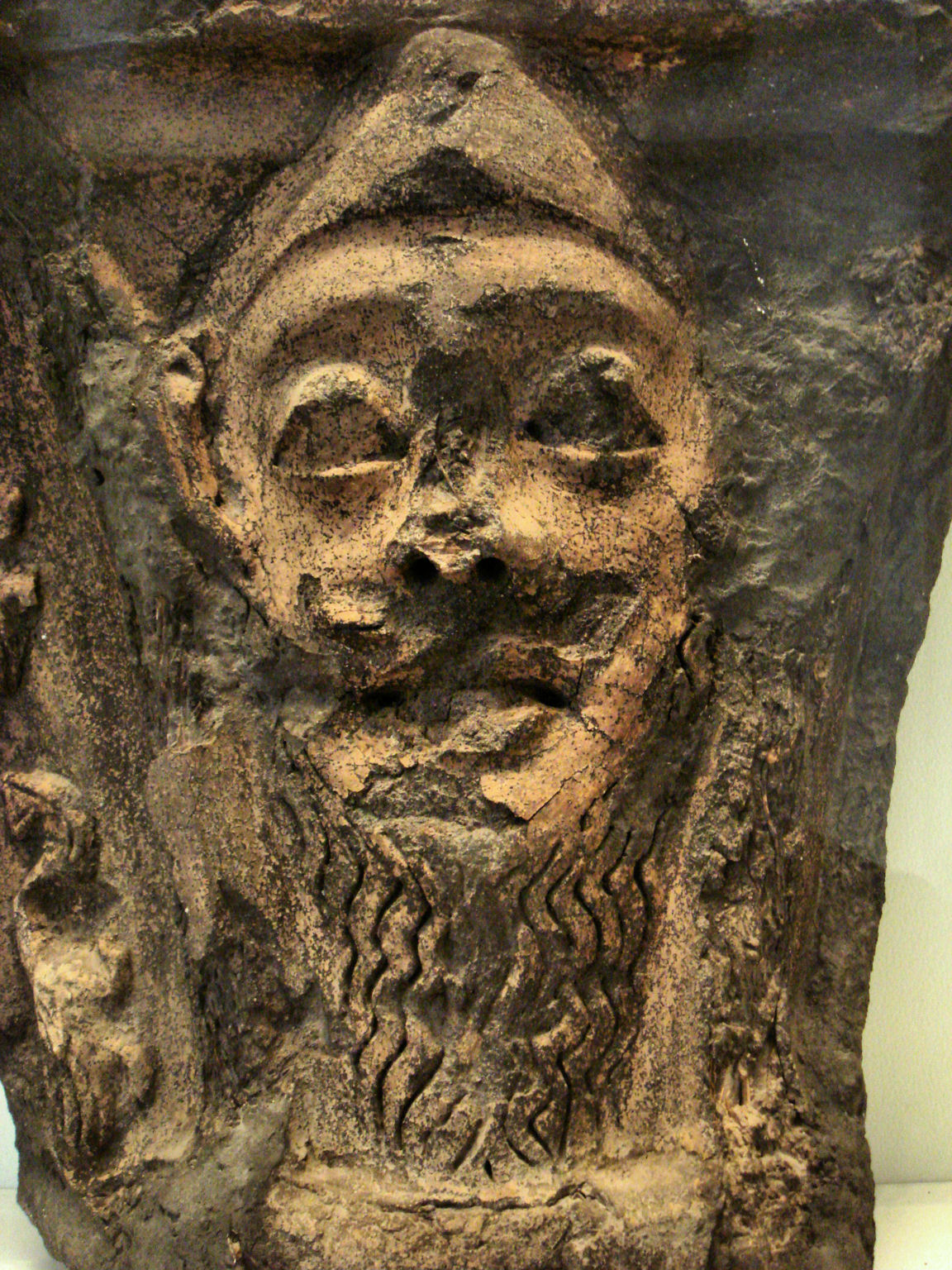
バーミヤーンの彫刻（3世紀から4世紀）。帽子をかぶった髭を生やした男性が彫られている。

バーミヤーン（ダリー語: باميان Bāmiyān, 英: Bamyan）は、アフガニスタンのほぼ中央部、カーブルの北西約240 kmに位置する、バーミヤーン州の州都である。人口は73,200人（2006年の公式推計）。バーミヤーンはハザラジャート最大の都市で、ユネスコの世界遺産（文化遺産）に登録されているバーミヤン渓谷の文化的景観と古代遺跡群で知られる。発音の転訛により、「バーミアーン」などとも表記される。

## 地理

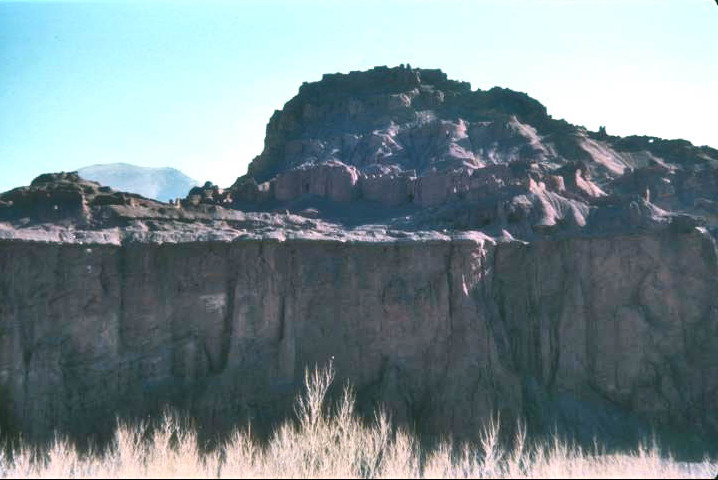
シャーリ・ゾハーク

歴史的な交易路シルクロード上にあり、古来より東洋と中東の十字路として栄えた。バーミヤン渓谷の文化的景観と古代遺跡群と自然の景観の美しさによってよく知られ、アフガニスタンの観光の目玉の1つの地域である。冬期にはスキーツアーも行われており、外国人ジャーナリストやスキー会社の支援を受けアフガニスタン初のスキー選手もここで誕生した。
多民族国家アフガニスタンの主要民族の1つハザーラ人の文化的中核都市である。多くの住民は標高海抜2,800mのバーミヤン渓谷に生活している。渓谷はヒンドゥークシュ山脈とコヒ・ババ山脈に挟まれ、東西に細長い盆地をなしている。
バーミヤーンは小さな町で、町の中心にはバザールがある。現在、電気、ガス、水道などは通じていない。バーミヤーン空港 (Bamyan Airport) があり、交通機関は増加しつつあるが、未だ疎らである。主要作物は、コムギ、オオムギ、その他のマメ類や牧草である。厳しい気候による不作に見舞われた際は、ガズニーやヴァルダクの低地へ家畜を運び、食物と交換するのが住民の常である。

## 気候
ケッペンの気候区分ではステップ気候（BSk）ないし砂漠気候（BWk）に属する。一年の半分は厳しい冬である。
| バーミヤーンの気候           | バーミヤーンの気候 | バーミヤーンの気候 | バーミヤーンの気候 | バーミヤーンの気候 | バーミヤーンの気候 | バーミヤーンの気候 | バーミヤーンの気候 | バーミヤーンの気候 | バーミヤーンの気候 | バーミヤーンの気候 | バーミヤーンの気候 | バーミヤーンの気候 | バーミヤーンの気候 |
| 月                           | 1月                | 2月                | 3月                | 4月                | 5月                | 6月                | 7月                | 8月                | 9月                | 10月               | 11月               | 12月               | 年                 |
| ---------------------------- | ------------------ | ------------------ | ------------------ | ------------------ | ------------------ | ------------------ | ------------------ | ------------------ | ------------------ | ------------------ | ------------------ | ------------------ | ------------------ |
| 最高気温記録 °C （°F）       | 12.0 (53.6)        | 12.5 (54.5)        | 20.6 (69.1)        | 28.7 (83.7)        | 29.4 (84.9)        | 31.2 (88.2)        | 33.2 (91.8)        | 32.2 (90)          | 31.4 (88.5)        | 26.2 (79.2)        | 20.6 (69.1)        | 13.0 (55.4)        | 33.2 (91.8)        |
| 平均最高気温 °C （°F）       | 1.0 (33.8)         | 2.0 (35.6)         | 7.9 (46.2)         | 15.6 (60.1)        | 19.9 (67.8)        | 24.1 (75.4)        | 26.3 (79.3)        | 26.1 (79)          | 22.9 (73.2)        | 17.4 (63.3)        | 11.0 (51.8)        | 5.1 (41.2)         | 14.94 (58.89)      |
| 日平均気温 °C （°F）         | −6.4 (20.5)        | −4.8 (23.4)        | 1.4 (34.5)         | 8.6 (47.5)         | 12.4 (54.3)        | 16.3 (61.3)        | 18.4 (65.1)        | 17.4 (63.3)        | 12.8 (55)          | 7.8 (46)           | 1.6 (34.9)         | −2.8 (27)          | 6.89 (44.4)        |
| 平均最低気温 °C （°F）       | −10.1 (13.8)       | −6.1 (21)          | −3.8 (25.2)        | 2.9 (37.2)         | 5.7 (42.3)         | 8.5 (47.3)         | 10.0 (50)          | 8.8 (47.8)         | 4.2 (39.6)         | 0.0 (32)           | −4.9 (23.2)        | −8.6 (16.5)        | 0.55 (32.99)       |
| 最低気温記録 °C （°F）       | −30.5 (−22.9)      | −28.4 (−19.1)      | −21.2 (−6.2)       | −6.5 (20.3)        | −2.5 (27.5)        | 0.6 (33.1)         | 5.4 (41.7)         | 3.0 (37.4)         | −2.6 (27.3)        | −7.9 (17.8)        | −14.5 (5.9)        | −25 (−13)          | −30.5 (−22.9)      |
| 降水量 mm （inch）           | 8.3 (0.327)        | 15.7 (0.618)       | 27.4 (1.079)       | 29.8 (1.173)       | 26.0 (1.024)       | 5.7 (0.224)        | 1.0 (0.039)        | 0.0 (0)            | 3.1 (0.122)        | 4.2 (0.165)        | 7.5 (0.295)        | 4.3 (0.169)        | 133 (5.235)        |
| 平均降雨日数                 | 0                  | 0                  | 2                  | 7                  | 6                  | 1                  | 1                  | 0                  | 0                  | 2                  | 2                  | 0                  | 21                 |
| 平均降雪日数                 | 5                  | 7                  | 6                  | 2                  | 0                  | 0                  | 0                  | 0                  | 0                  | 0                  | 1                  | 3                  | 24                 |
| % 湿度                       | 43                 | 54                 | 52                 | 52                 | 52                 | 46                 | 45                 | 45                 | 43                 | 44                 | 48                 | 52                 | 48                 |
| 平均月間日照時間             | 196.7              | 174.6              | 210.7              | 239.4              | no data            | 356.9              | 372.9              | 357.8              | 325.3              | 276.7              | 245.5              | 198.0              | —                  |
| 出典1：Hong Kong Observatory |                    |                    |                    |                    |                    |                    |                    |                    |                    |                    |                    |                    |                    |
| 出典2：NOAA (1960-1983)      |                    |                    |                    |                    |                    |                    |                    |                    |                    |                    |                    |                    |                    |

## 歴史

### 古代・中世
古代都市としてのバーミヤーンは、1219年に行われたモンゴル帝国攻撃と降伏後の徹底的な破壊により、ひとつのピリオドが打たれている。

### 近世・近現代

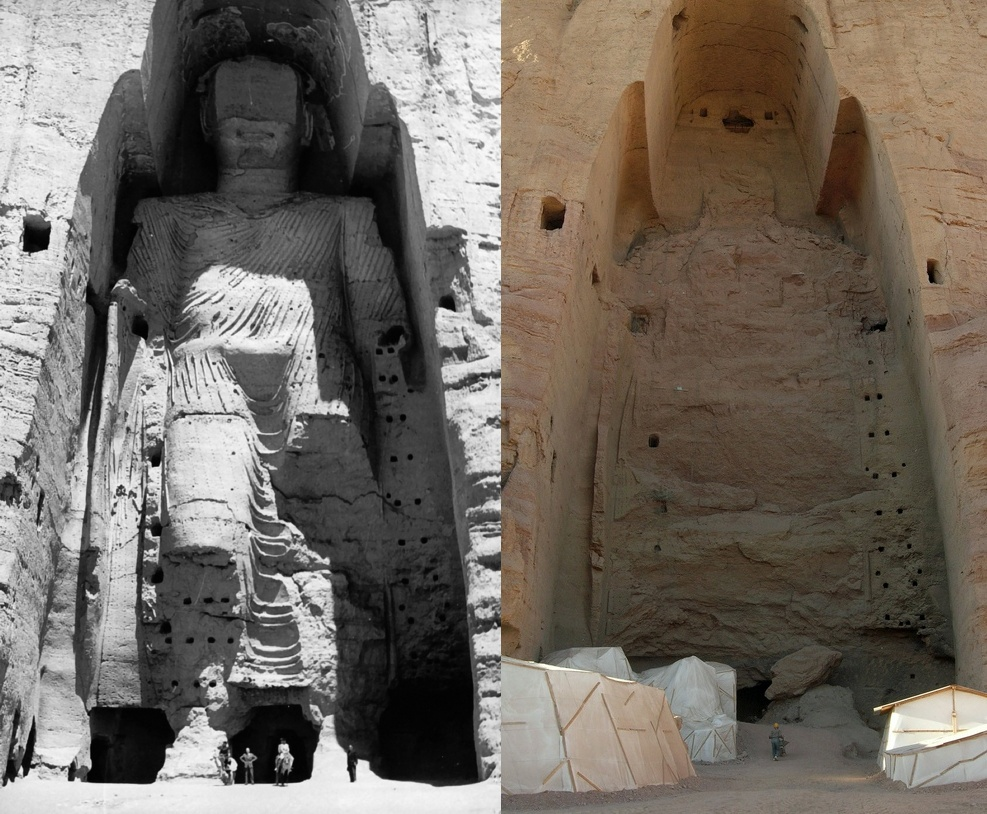
破壊される以前の大仏と破壊後の大仏

1990年代後半、バーミヤーンはターリバーンとハザーラ人主体のシーア派勢力アフガニスタン・イスラム統一党の抗争による激しい戦闘の最前線となった。
1998年、ターリバーンの攻勢の前にバーミヤーンは陥落し、2001年3月にはターリバーンはバーミヤーン遺跡の2体の大仏（磨崖仏）を爆破して国際的な非難を浴びた。
しかし、同年のアメリカのアフガニスタン侵攻を受けて、11月11日にイスラム統一党が同地域を奪還した。
2015年、南アジア地域協力連合の第一回文化首都に選出された。